# Afristivalius torvus
Afristivalius torvus är en loppart som först beskrevs av Rothschild 1908.  Afristivalius torvus ingår i släktet Afristivalius och familjen Stivaliidae. Inga underarter finns listade i Catalogue of Life.